# Свайриенг (футбольный клуб)
«Преа Хан Рич Свайриенг» (кхмер. ក្លឹបបាល់ទាត់ព្រះខ័នរាជស្វាយរៀង, англ. Preah Khan Reach Svay Rieng FC), более известный как «Свайриенг», — камбоджийский профессиональный футбольный клуб из города Свайриенг, провинция Свайриенг.
Клуб выступает в Премьер-лиге Камбоджи, высшем дивизионе страны.

## История
Клуб был основан в 1997 году генералом Сао Сокха и первоначально базировался в Пномпене под названием «Преа Хан Рич». В 2011 году команда завоевала свой первый крупный трофей, выиграв Кубок Хун Сена, обыграв в финале «Билд Брайт Юнайтед» со счетом 2:0 благодаря голам Сэма эль-Насы и Хуна Лаборави. В следующем сезоне клуб защитил титул, победив в финале Кубка Хун Сена 2012 года команду «Нагакорп» со счетом 2:1 в дополнительное время.
В мае 2013 года клуб был переименован в «Преа Хан Рич Свайриенг» после решения переехать в провинцию Свайриенг, родину Ди Вичеа. В первый же сезон под новым названием команда стала чемпионом лиги сезона 2013 года, что позволило ей автоматически квалифицироваться на Кубок президента АФК 2014 года. Там клуб встретился с непальским «Мананг Маршянгди» и монгольским «Эрчимом», но проиграл обе встречи и занял последнее место в группе.
В 2019 году «Свайриенг» завоевал свой второй чемпионский титул в истории и получил право участвовать в квалификационном раунде плей-офф Кубка АФК 2020 года, где команда встретилась с лаосским клубом «Мастер 7». Победив в обеих встречах с общим счетом 7:1, клуб вышел в групповой этап турнира. Он оказался в группе G вместе с филиппинским клубом «Серес-Негрос», индонезийским «Бали Юнайтед» и вьетнамским «Куангнинь». 25 февраля 2020 года клуб одержал свою первую победу в соревнованиях АФК, обыграв «Бали Юнайтед» со счетом 2:1. Однако турнир был отменен из-за пандемии COVID-19.
В сезоне 2023/24 «Свайриенг» выиграл свой третий чемпионский титул и квалифицировался в Лигу вызова АФК 2024/25, где в группе с индонезийским «Мадура Юнайтед» и монгольским «Булган Фэлконс» занял второе место и вышел в плей-офф. Клуб также принял участие в возрожденном Клубном чемпионате АСЕАН 2024/25. В раунде плей-офф турнира клуб обыграл лаосскую команду «Янг Элефантс» с общим счетом 8:3 и прошел в группу A, где его соперниками стали малайзийский «Теренггану», тайский «Би Джи Патхум Юнайтед», индонезийский «ПСМ Макассар», вьетнамский «Тханьхоа» и мьянмарский «Шан Юнайтед». 21 августа 2024 года «Свайриенг» одержал победу со счетом 3:2 над «Теренггану» на стадионе Султана Мизана Зайнал Абидина.

## Спонсоры
| Период    | Поставщик формы |
| --------- | --------------- |
| 2011-2014 | Nike            |
| 2015-н.в. | FBT             |

## Достижения

### Чемпионат
- Премьер-лига Камбоджи

 Чемпион (3): 2013, 2019, 2023/24
 Вице-чемпион (3): 2017, 2020, 2021

### Кубок
- Кубок Хун Сена

 Победитель (5): 2011, 2012, 2015, 2017, 2023/24
 Финалист (4): 2008, 2016, 2019, 2021